# Muška paprat
Muška paprat (obična paprat, navala, šumska paprat, lat. Dryopteris filix-mas), biljna vrsta u rodu paprati raširena po velikim dijelovima Europe, Azije i Sjeverne Amerike. jedna je od nekoliko vrsta koje rastu i u Hrvatskoj.
Naziv vrste filix–mas znači muška paprat, od filix paprat, i mas, muška.